# Осада Гибралтара (1506)
Десятая осада Гибралтара в 1506 году была незначительной военной акцией, в ходе которой Хуан Альфонсо Перес де Гусман, 3-й герцог Медина-Сидония (1464—1507), попытался, но не смог отвоевать крепость Гибралтар у войск, удерживавших её от имени вновь объединившихся корон Кастилия и Арагон.

## Исторический фон
3 июня 1469 года король Кастилии Энрике IV подарил Гибралтар Энрике де Гусману, 2-му герцогу Медина-Сидония, в обмен на усилия и расходы, которые его семья вложила в первый захват этой крепости у мавров, а затем организацию поселенцев и гарнизон. 30 сентября 1478 года преемники Энрике IV, Фердинанд и Изабелла, пожаловали герцогу титул 1-го маркиза Гибралтара.
Однако 22 декабря 1501 года был издан королевский указ, предписывающий Гарсиласо де ла Вега принять Гибралтар от имени короны. Он отправился в Скалу, где официально вступил во владение у местных властей в начале января 1502 года.
После смерти королевы Кастилии Изабеллы Католички в 1504 году королевство стало неспокойным. Изабелле наследовала на троне Кастилии её психически неуравновешенная дочь Хуана, мужем которой был Филипп Красивый, эрцгерцог Австрийский. Фердинанд Католик, король Арагона и муж Изабеллы, был назначен регентом Кастилии до тех пор, пока старший сын Хуаны и Филиппа Карл, впоследствии ставший императором Священной Римской империи, не достиг совершеннолетия. Филипп Австрийский оспаривал регентство, но умер в Бургосе в 1506 году. Совет кастильской знати взял на себя управление, поскольку Хуана этого не сделала, и в конце концов Фердинанд Католик вернулся в Кастилию и принял регентство в 1507 году. Хуан Альфонсо Перес де Гусман, герцог Медина-Сидония, решил чтобы принудительно подтвердить свои права на Гибралтар во время вакуума власти 1506 года.

## Осада
Герцог Медина-Сидония, находившийся в Севилье, приказал своему сыну Энрике сделать все необходимое для восстановления крепости. Герцог считал, что Гибралтар по праву принадлежит его семье, и ожидал, что его друзья в крепости устроят капитуляцию. Этого не произошло. Новости о запланированной акции быстро достигли жителей Гибралтара, и все они были зачислены в отряд для защиты этого места. Генерал-капитан Гранады Иньиго Лопес де Мендоса, граф де Тендилья, попросили о помощи. Недавний сдвиг в структуре власти знаменателен тем, что запрос был направлен королевскому офицеру, а не конкурирующему дворянину.
«Осада» длилась четыре месяца, при этом силы герцога Медина-Сидония пытались блокировать крепость, а не штурмовать её. Было мало боев и не было человеческих жертв, кроме как от болезней. Потеряв надежду на успех, герцог Медина-Сидония уступил совету архиепископа Севильского. Он ушел, выплатив компенсацию людям в этом районе, которые понесли ущерб от его сил. Из многих осад Гибралтара это была единственная, которая закончилась без кровопролития.

## Последствие
Хуан де Гусман, 3-й герцог Медина-Сидония, упорно отстаивал свое право на Гибралтар, утверждая, что король Кастилии Филипп I Красивый вернул его ему. В июне 1507 года он вернулся в свою крепость Севилья, которую он оставил, чтобы избежать вспышки чумы, решив начать ещё одну осаду. Прежде чем он смог действовать, 10 июля 1507 года он умер в возрасте сорока лет.
Фердинанд Католик скончался в 1516 году, и ему наследовал его внук Карл, старший сын Хуаны и Филиппа Красивого. В 1519 году Карл стал императором Священной Римской империи. Понимая стратегическую важность Гибралтара, он назначил Родриго Базана гражданским и военным командующим Скалы в 1520 году. Под долгим и мирным правлением Базана, продолжавшимся до 1535 года, гражданские беспорядки прекратились. Были отремонтированы здания и начато новое строительство. Тем не менее, оборона была запущены, особенно на юге. Следующая угроза Гибралтару исходила с этого направления, с разрушительной атакой в 1540 году одного из капитанов турецкого корсара Хайреддина Барбароссы.